# Jean de Caraman
Jean de Caraman (Cahors, 1320 – Saint-Félix, 1º agosto 1361) è stato un cardinale francese della Chiesa cattolica, nominato da papa Clemente VI.

## Biografia
Era membro della potente famiglia d'Eude, figlio di Arnaud Duese e di Marguerite de lIsle Jourdain. Il nonno aveva ottenuto il titolo di visconte di Caraman (o Carmaing), per cui i discendenti adottarono questo come cognome familiare. Il suo cognome è documentato anche come Caramagne d'Euse, Caramagna, Carmin o Carmaing. Era pronipote di papa Giovanni XXII.
Fu protonotario apostolico e canonico del capitolo della cattedrale metropolitana di Tours; fu poi prevosto a Barjols, diocesi di Fréjus.
Fu creato cardinale diacono di San Giorgio al Velabro  nel  concistoro del 17 dicembre 1350. Partecipò al conclave del 1352, che elesse papa Innocenzo VI. Ebbe una  feroce disputa con Francesco Petrarca.
Morì di peste il 1º agosto 1361 a Saint-Félix, diocesi di Lavaur e fu sepolto ad Avignone.